# Jack McConnell
Jack McConnell, baron McConell of Glenscorrodale, gael. Seac MacChonnaill (ur. 30 czerwca 1960 w Irvine) – polityk brytyjski, w latach 2001-2007 pierwszy minister Szkocji i zarazem lider Szkockiej Partii Pracy. Od 2010 dożywotni członek Izby Lordów.

## Życiorys
Ukończył studia pedagogiczne na Uniwersytecie w Stirling, a następnie podjął pracę jako nauczyciel matematyki. W latach 1984–1992 równocześnie z pracą zawodową działał w samorządzie okręgu Stirling. W 1992 został sekretarzem generalnym szkockiej Partii Pracy. Miał duży udział w wielkim sukcesie laburzystów z roku 1997, jakim było pozbawienie Partii Konserwatywnej wszystkich mandatów poselskich, którymi dysponowała w Szkocji. W 1998 był jednym z wiodących uczestników szkockiej konwencji konstytucyjnej, która po zatwierdzeniu jej postanowień w referendum doprowadziła do uzyskania przez Szkocję autonomii oraz powstania Szkockiego Parlamentu i Szkockiej Egzekutywy (rządu).
W pierwszym szkockim rządzie pod wodzą Donalda Dewara, McConnell był ministrem finansów. Po śmierci pierwszego ministra, starał się przejąć po nim schedę, ale przegrał rywalizację z Henrym McLeish’em i został zepchnięty do drugorzędnego resortu edukacji, spraw europejskich i stosunków zewnętrznych. Kiedy jednak w listopadzie 2001 McLeish został zmuszony do dymisji w atmosferze skandalu, McConnell nie miał kontrkandydata i został wybrany na pierwszego ministra Szkocji.
Po wyborach w 2003 Partia Pracy pod wodzą McConella utrzymała się u władzy, jednak za cenę zawiązania koalicji rządowej z Liberalnymi Demokratami. W kolejnych wyborach w 2007 labourzyści ulegli występującej pod hasłami pełnej niepodległości Szkocji Szkockiej Partii Narodowej pod wodzą Alexa Salmonda, który został nowym pierwszym ministrem. Wkrótce po wyborach McConnell zrezygnował z przewodzenia szkockiej Partii Pracy, ale zachował mandat w Szkockim Parlamencie. W 2010 został kreowany parem dożywotnim jako baron McConnell of Glenscorrodale (potocznie lord McConnell).